# Auditorium

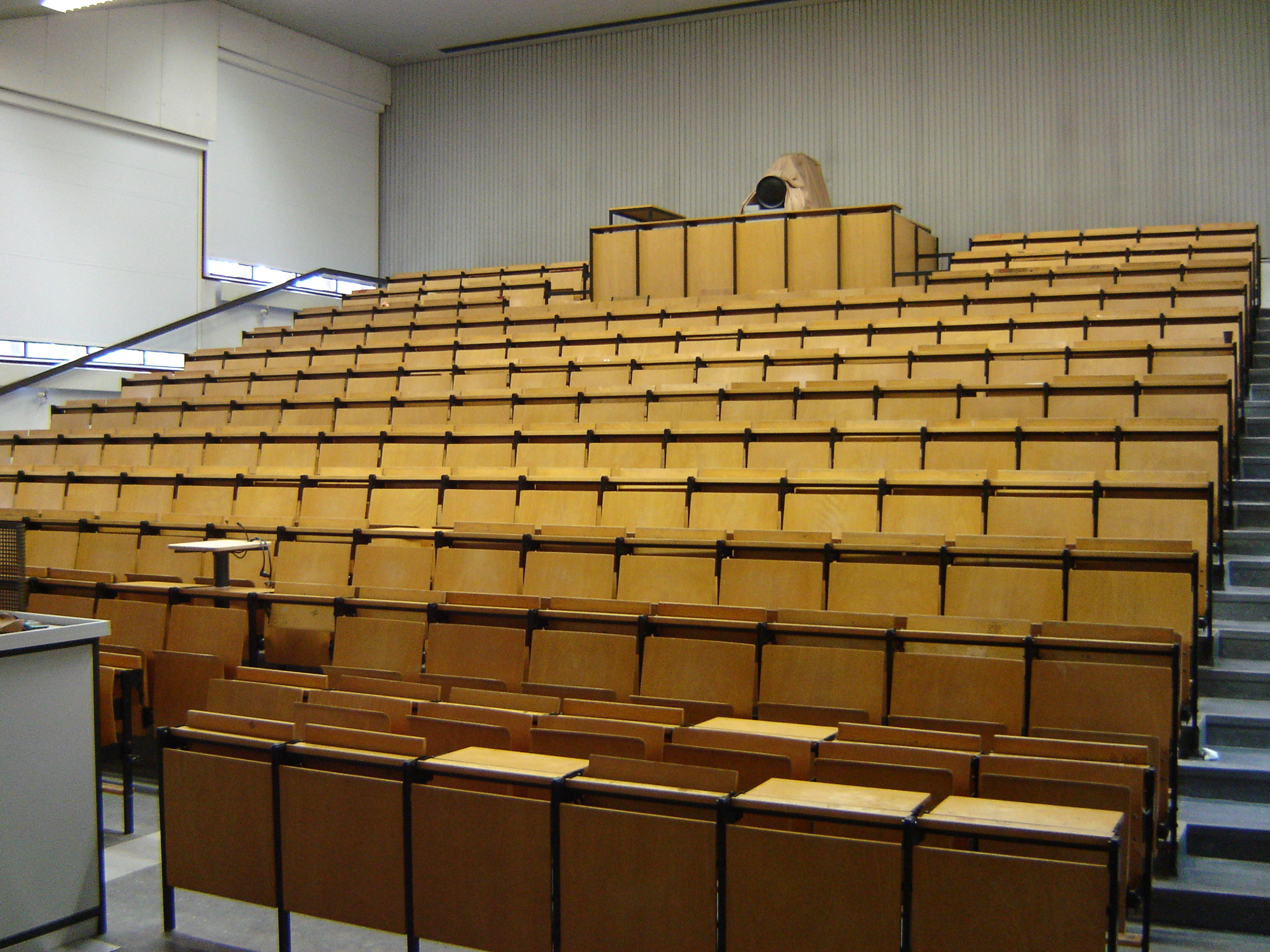
Auditorium in Gießen

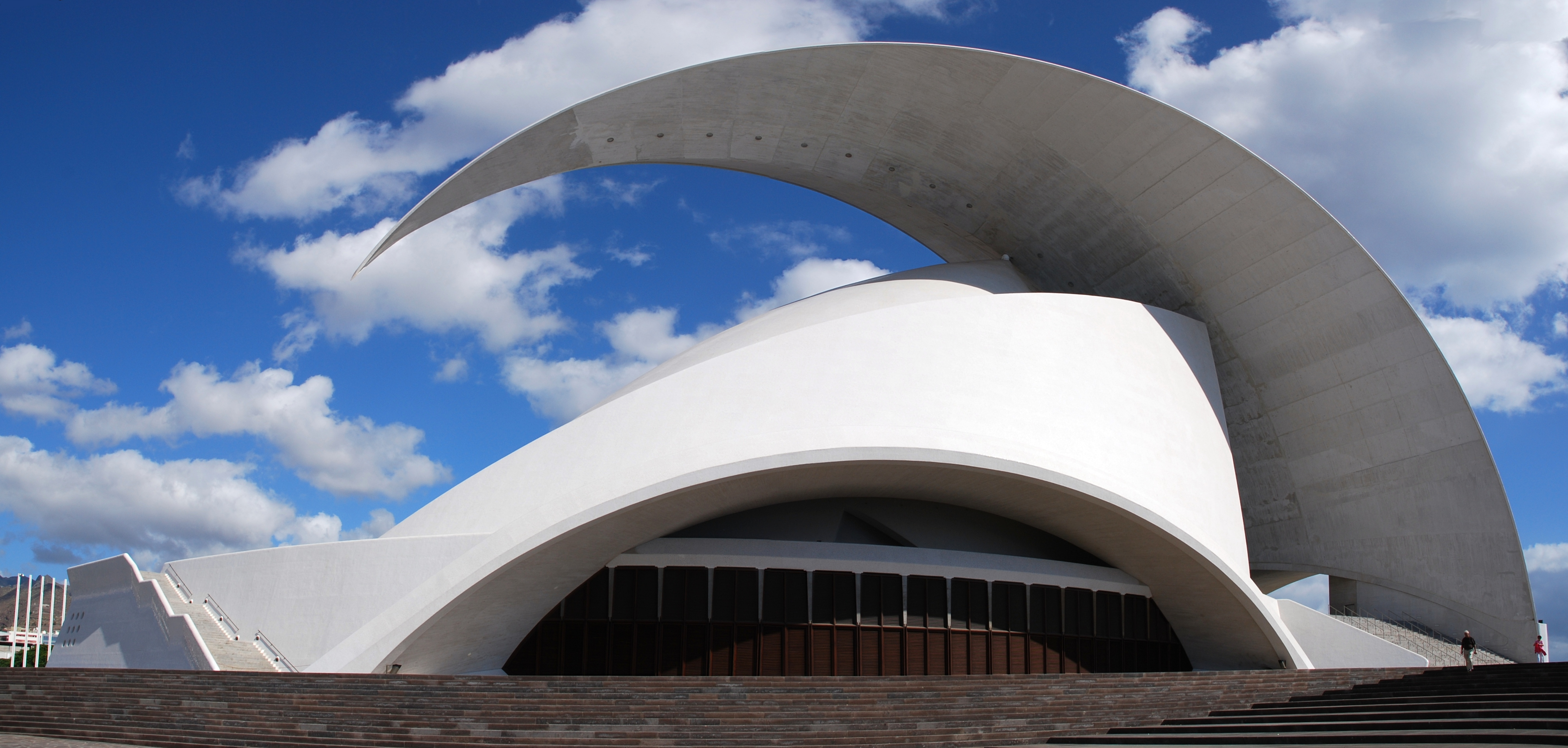
Auditorio de Tenerife (Spanje)

Een auditorium of gehoorzaal is een grote leszaal aan een universiteit of in een conferentiecentrum, die plaats biedt aan honderden toehoorders. De plaatsen zijn gerangschikt in evenwijdige of concentrische rijen die hoger geplaatst zijn naarmate men verder naar achter in het auditorium zit. Men noemt deze opstelling een amfitheater, maar een auditorium kan ook een vlakke vloer hebben, zoals het Groot Auditorium in het Academiegebouw van de Universiteit Leiden. Een modern auditorium is voorzien van uitklapbare schrijftafeltjes aan elke stoel, video- en computerprojectie, één of meerdere borden, geluidsversterking, een lessenaar, boxen voor simultaanvertaling, enzovoort. 
Vlaamse voorbeelden van grote universiteitsauditoria zijn:
- de Aula Pieter De Somer van architect Paul Van Aerschot, voltooid in 1989, met 850 zitplaatsen, aan de Katholieke Universiteit Leuven
- de Aula Academica van de Universiteit Gent van de architect Louis Roelandt, ingehuldigd in 1826
- de Vesalius Aula van de Katholieke Universiteit Leuven
- het Auditorium Leon de Meyer in het Universiteitsforum van de Universiteit Gent
- het Auditorium Q van de  Vrije Universiteit Brussel.

De Angelsaksische landen gebruiken het woord 'auditorium' eerder in de betekenis van concert- of theaterzaal. In het Engels spreekt men van lecture hall als men een leszaal (al dan niet aan een universiteit) bedoelt.
Het woord auditorium is afgeleid van het oude Grieks, waar een auditorium bestond uit concentrische  half-cirkelvormige rijen van stenen banken, met radiaal lopende trappartijen. De oude Grieken en later ook de Romeinen gebruikten hun auditoria niet alleen als theater voor culturele doeleinden, maar ook als politieke debatruimte. In de Turkse steden Efeze en Aspendos prijken bijna volledig gerestaureerde voorbeelden van laat-Romeinse auditoria, uit de 1e of 2e eeuw na Christus, en met een capaciteit van meer dan 20.000 zitplaatsen.